# FRUN FRIN FRIENDS
FRUN FRIN FRIENDS（フルンフリンフレンズ）は、日本の女性アイドルグループ。略称は『フルフリ』。

## 概要
あヴぁんだんど/avandonedのオリジナルメンバーだった二人によるユニット。初期あヴぁんだんどの運営だったteoremaa（佐々木二郎）、中後期に楽曲提供していたつるうちはなが楽曲を提供している。
2020年4月18日デビュー。同年7月5日、「吉田豪×南波一海の"このアイドルが見たい"配信版」（LOFT9 Shibuya）にて初ライブ。同年8月8日、つるうちが運営するレーベル「花とポップス」に参加。
2021年12月8日、7inchレコードの発売をもって活動休止。
なお二人は、2024年11月に「nonayu & usabeni」名義で、自身らの作詞によるシングル曲「Ice Bahn / PEEK-A-BOO!」をデジタル配信および7inchレコード（CD-R付・40枚限定）でリリースした。

## メンバー
- 宇佐蔵べに（1998年12月12日 - ）
  - 愛称：うさべに、べにちゃん

- なゆたあく（1997年7月5日 - ）
  - 愛称：なゆた、あくちゃん

## 楽曲

### オリジナル
| # | 曲名              | 作詞                     | 作曲                 | 初披露         | 備考                              |
| - | ----------------- | ------------------------ | -------------------- | -------------- | --------------------------------- |
| 1 | キセラセラ        | つるうちはな             | つるうちはな         | 2020年4月18日  | 編曲:タカユキカトー・つるうちはな |
| 2 | yum yum           | あくちゃん（なゆたあく） | teoremaa・あくちゃん | 2020年4月18日  |                                   |
| 3 | ワンダーランド    | あくちゃん               | 佐々木二郎           | 2020年5月17日  | 編曲:佐々木二郎                   |
| 4 | FRUN FRIN FRIENDS | なゆたあく               | なゆたあく           | 2020年7月15日  | マニピュレーター:teoremaa         |
| 5 | 檸檬色の爆弾      | TheBrokenTV              | TheBrokenTV          | 2020年10月17日 |                                   |
| 6 | カステラたべたい  | TheBrokenTV              | TheBrokenTV          | 2020年10月17日 |                                   |
| 7 | バニラ            | つるうちはな             | つるうちはな         | 2021年3月13日  | 編曲：タカユキカトー              |
| 8 | ストロベリー      | つるうちはな             | つるうちはな         | 2021年3月13日  | 編曲：タカユキカトー              |